# Inmaculada Concepción (Iglesia de San Lorenzo)
La Inmaculada Concepción es una talla del siglo xviii atribuida a Nicola Fumo. Está ubicada en la Iglesia de San Lorenzo de Sevilla (Andalucía, España).

## Historia

### Origen
El retablo que preside la imagen, emplazado en la Capilla Sacramental, fue financiado en gran medida por Francisco Antonio Bucarelli y Villacís, I marqués de Vallehermoso, y su factura corresponde a Pedro Ruiz Paniagua, quien recibió el encargo del mismo el 5 de marzo de 1703, finalizando los trabajos al año siguiente. La talla de la Inmaculada Concepción, por lo general considerada como una obra posterior a la ejecución del retablo, suele datarse en torno a la segunda mitad del siglo xviii, lo cual constituye un error puesto que hay constancia de que la imagen fue donada a comienzos de 1704 por Eugenio Martínez de Rivas, vecino de San Lorenzo y devoto de las hermandades del Santísimo y de las Ánimas.

### Atribución
La obra está atribuida a Nicola Fumo, lo que permite fechar la talla en el primer tercio del siglo xviii, concretamente hacia 1704, año en que consta su donación, y, con toda seguridad, antes de 1725, año de la muerte del escultor. Sin embargo esta imagen se sitúa a su vez muy próxima a nivel estilístico al círculo de Cayetano de Acosta; si se considerase que la talla donada por Rivas no es la que a día de hoy preside el retablo y que la actual efectivamente pertenece a la corriente artística de Acosta, entonces la pieza tendría que fecharse hacia mediados del siglo xviii o, como muy temprano, en la década de 1730, época en que Acosta realizó las imágenes de San Miguel, San Rafael y San Gabriel (tres de sus primeras obras documentadas) para la iglesia del Convento de Nuestra Señora de los Remedios de Sevilla.

## Descripción

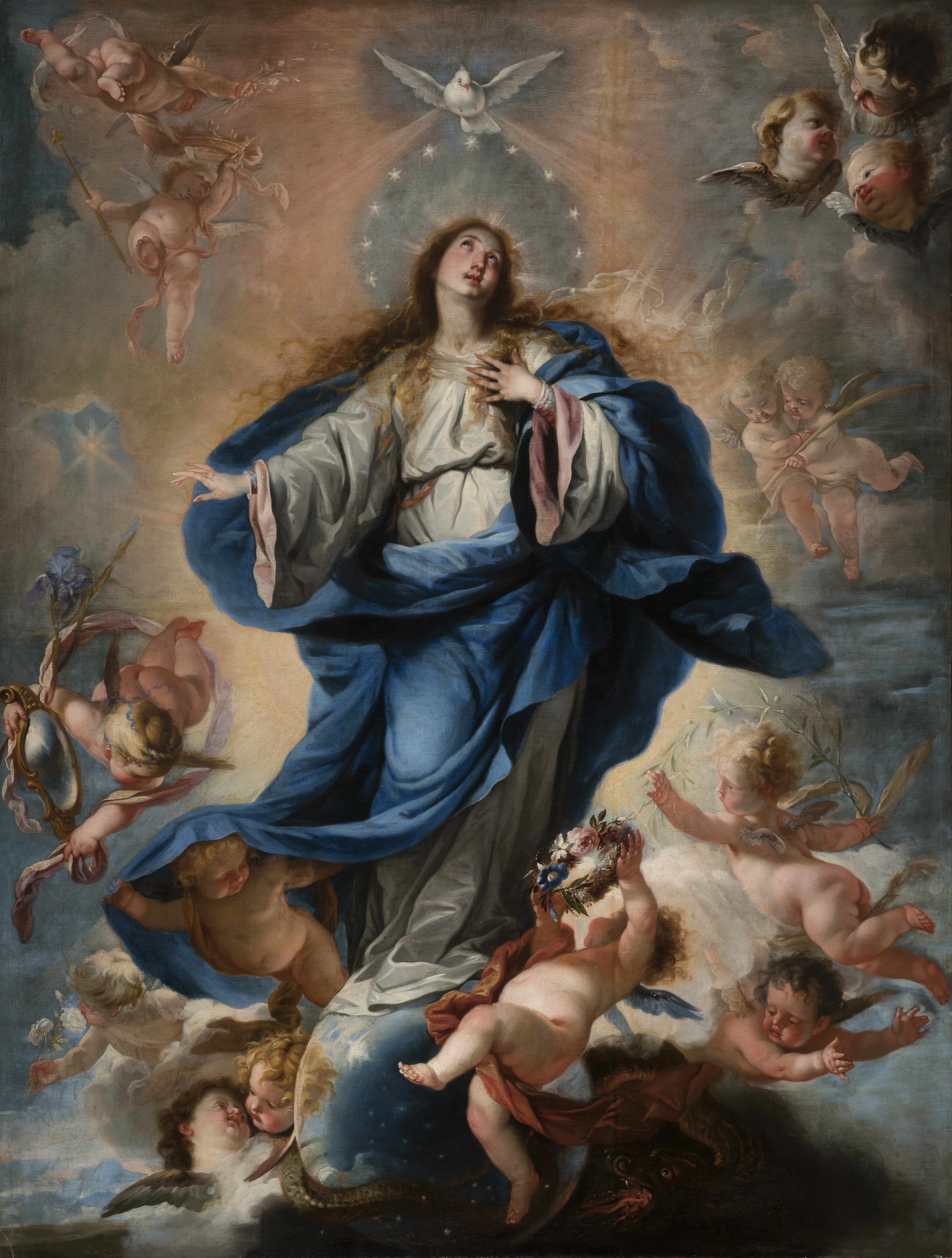
Inmaculada Concepción (1698), por Nicolás de la Cuadra.

La talla, realizada en madera policromada y de bulto redondo, se encuadra en el estilo barroco aunque se pueden apreciar en ella elementos que presagian ya el rococó, tendencia surgida en Francia y predominante a mediados y finales del siglo xviii, época coincidente con la madurez artística de Acosta, en cuya escuela se encuadra a veces la pieza pese a la casi segura autoría de Fumo. La Virgen, a diferencia de las imágenes concepcionistas de Juan Martínez Montañés, Juan de Mesa y Alonso Cano, posee un rostro alzado con la vista dirigida al cielo, boca abierta y rasgos maduros, alejados de la tendencia juvenil plasmada en las imágenes concepcionistas de entonces. 
El cabello, semirecogido en un peinado de estilo dieciochesco, presenta notables ondulaciones y resulta apenas visible debido a que el mismo cae en gran medida sobre la espalda, mostrando tímidamente unos mechones a la altura de los hombros. Los brazos están flexionados y las manos juntas en actitud orante, aunque ambas no llegan a tocarse. La Virgen, escasamente trabajada en la parte posterior, viste una túnica blanca decorada con motivos florales y cubierta toda ella por unos profundos pliegues tan delgados que en los mismos se puede ver reflejada la conocida como técnica de paños mojados, sobre todo en los pliegues rugosos de la base, en los que se aprecia cierto acartonado. El manto estrellado que cubre la imagen dota al conjunto de gran movimiento puesto que el mismo parece agitado por el viento, creando un gran número de pliegues algo más gruesos que los de la túnica así como marcados claroscuros gracias a su gran volumen.
La Virgen se apoya en un escabel compuesto por una nube esférica cubierta de querubines; algunos de ellos son de cuerpo entero y de otros solo se aprecia la cabeza, detalle que diferencia a esta obra de la gran mayoría de imágenes concepcionistas del siglo xvii así como de otras contemporáneas y posteriores, en las que lo común es que figure esculpido solo el rostro del querubín. Por su parte, sobre la cabeza luce una corona real de orfebrería enmarcada por una aureola con rayos rematada por dieciséis estrellas en vez de doce, como suele ser habitual para hacer referencia a las doce tribus de Israel, otro elemento diferenciador no solo de las tallas inmaculitas precedentes y posteriores, sino también de la típología impuesta por Francisco Pacheco, quien sentó las bases representativas de esta advocación mariana con un prototipo inspirado en la descripción dada en el Apocalipsis: «[...] vestida de sol, con la luna bajo sus pies, y una corona de doce estrellas sobre su cabeza».

## Interpretación

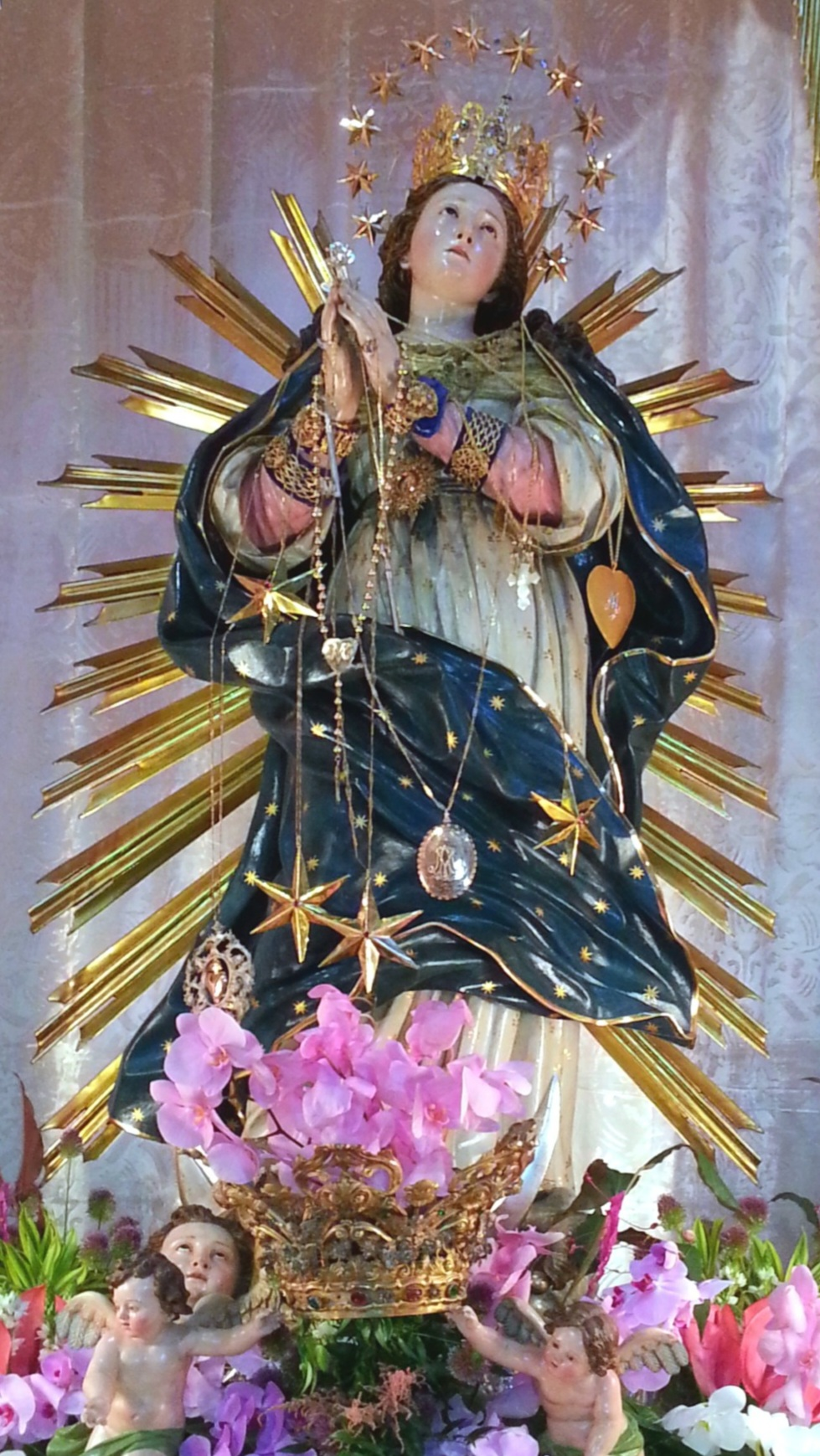
Talla de la Virgen de la Asunción (1718), por Fumo. Catedral de Avellino (Campania, Italia).

Existen dos formas de interpretar esta imagen: como la Inmaculada Concepción, que es la interpretación tradicional y oficial, y como la Asunción. Las dudas sobre en qué advocación se debería encuadrar esta talla radican en las notables diferencias de esta imagen con el arquetipo presente en la mayoría de obras concepcionistas tanto pictóricas como escultóricas. Los elementos que conducen a pensar que esta talla puede estar mostrando el misterio de la Asunción son la cabeza erguida con la vista dirigida al cielo, la boca abierta y el amplísimo vuelo del manto, todo lo cual sugiere que la Virgen se encuentra ascendiendo impulsada por los ángeles que se hallan a sus pies. 
En la iconografía inmaculista tradicional María suele tener la cabeza agachada, la boca cerrada y los ropajes con un grado de movimiento mucho menor, a veces nulo, detalle que se puede apreciar en las imágenes concepcionistas de Gregorio Fernández, aunque existen excepciones a esta regla, como por ejemplo la famosa Inmaculada Soult de Bartolomé Esteban Murillo, en la que la Virgen tiene el rostro alzado y la boca entreabierta, características presentes a su vez en una pintura de 1698 de Nicolás de la Cuadra, en la que además destaca el amplio vuelo de los ropajes. Por su parte, la ausencia en la obra de Fumo de una media luna, aspecto inconfundible de esta advocación mariana, puede llevar igualmente a pensar que la misma no se trata de una Inmaculada (aunque frente a la talla destaca una media luna, esta es de orfebrería y no forma parte de la pieza original). Sumado a esto, la imagen posee importantes similitudes con la Virgen de la Asunción realizada por Fumo en 1718 y venerada en la Catedral de Avellino, en Campania (Italia), si bien esta obra posee, irónicamente, atributos que la acercan más a las imágenes inmaculistas que a las asuncionistas, pues cuenta con una media luna original así como con una aureola de doce estrellas. 
Pese a todo lo anterior, la Virgen conservada en San Lorenzo ha sido tradicionalmente considerada una imagen concepcionista y a nivel oficial se la reconoce como una Inmaculada Concepción, existiendo a su vez otras obras de Fumo de similares características en las que la condición de Inmaculada está plenamente asumida y fuera de toda duda, como es el caso de la Purísima venerada en la Catedral de Cuenca y la Inmaculada de 1705 custodiada en el Museo Conventual de las Descalzas de Antequera (Málaga).